# بيجان (جزيرة)
بيجان (اللغة السريانية:Sapirrutu) هي جزيرة على بعد 25 كيلومتراً من جنوب عانة في منتصف نهر الفرات، في الأرض التاريخية سحم (العراق حالياً). تنتمي إلى مجموعة من الجزر حيث رُصدت مواقع أثرية. امتدادها من الشمال إلى الجنوب 350 متراً، ومن الشرق إلى الغرب 75 متراً، مقابلة لقرية المعاضيدي، وبينها وبين قرية الفحيمي 6 كيلومترات، وفي التقرير الأولي لجزيرة بيجان في الموسم الثاني من يوم 10 نيسان حتى 25 أيار سنة 1980 كُشف عن خمسة طبقات أثرية بالجزيرة، الدور الإسلامي والدور الساساني والدور الروماني والدور الفرثي والدور الآشوري

## بحث آثري
أُجري استخلاص بحث آثري في جزيرة بيجان ضمن إطار عمل مشروع استخلاص سد حديثة الدولي. كانت ستغرق المنطقة لولا أعمال بناء السد على نهر الفرات؛ تقع الآن في بحيرة القادسية. بطلب من وزارة الآثار العراقية، حصلت العديد من البعثات الأثرية العراقية والأجنبية في المنطقة منذ عام 1979 إلى 1983. نظم المركز البولندي لعلم آثار البحر المتوسط في جامعة وارسو واحد من أوائل الفرق وأكثرهم فعالية (ثم المركز البولندي لعلم آثار البحر المتوسط في جامعة وارسو في القاهرة) تحت إشراف ميشال جوليكوفسكي ولاحقاً ماريا كروغولسكا. أجرت البعثة ثمان مواسم تنقيب خلال خمس سنوات.

## وصف الموقع
أقدم البنايات المسجلة تعود إلى بداية الألفية الأولى قبل الميلاد، وهي جدران عالية من مكعبات حجر الكلس، سمكها 5-6 أمتار. في فترة الإمبراطورية الآشورية الحديثة (القرن السابع قبل الميلاد)، بُنيت قلعة من الطوب الطيني وتوسعت لاحقاً. توقفت المستعمرة بعد 600 عام، أستمر الاحتلال في الموقع خلال فترات الإمبراطورية الفرثية، والإمبراطورية الرومانية، وبداية الإسلام. تتضمن الاكتشافات الأكثر أهمية مبخرة بارثينية ذات مقبض يشبه الحصان، وصحن من السيراميك ذو نقش آرامي ساحر، وعملات ومصابيح رومانية، وفخار وزجاج يعود إلى العصر العباسي (بداية الإسلام).